# Cecilia Sigurdsdatter
Cecilia Sigurdsdatter, född 1155, död 1186, var en illegitim dotter till kung Sigurd Munn och mor till kung Inge Bårdsson. Hon var gift 1177 med först Folkvid lagman och sedan 1184 Bård Guttormsson. Cecilia är känd för de rättsprocesser hon blev indragen i för att undvika att hennes andra äktenskap förklarades ogiltigt sedan hon gift sig med sin andre make efter att ha ha rymt från sin första, som alltså fortfarande var vid liv. 